# آرچی هان (بازیگر)
آرچی هان (انگلیسی: Archie Hahn؛ زادهٔ ۱ نوامبر ۱۹۴۱) بازیگر و صداپیشه اهل ایالات متحده آمریکا است.
از فیلم‌هایی که وی در آن‌ها نقش داشته است، می‌توان به شبح بهشت و دانشکده پلیس ۵ اشاره نمود.